# Cmentarz ewangelicko-augsburski w Ruchocinie
Cmentarz ewangelicko-augsburski w Ruchocinie – cmentarz założony w połowie XIX wieku we wsi Ruchocin, głównie na potrzeby niemieckich kolonistów osiadłych w Ruchocinie i pobliskiej wsi Lipie.

## Położenie
Cmentarz wyznaczony jest na planie prostokąta o powierzchni 1,63 ha i znajduje się przy drodze powiatowej Mielżyn - Ruchocinek. W okresie powojennym wiele nagrobków zostało zniszczonych i rozkradzionych. Obecnie na cmentarzu znajduje się około 50 nagrobków.

## Renowacja
Cmentarz został częściowo odnowiony na przełomie 2011 i 2012 roku przez działaczy Witkowskiego Klubu Kolekcjonerów działającego przy Sali Historii w Witkowie. 25 stycznia 2012 roku nastąpiło uroczyste poświęcenie krzyża, którego dokonał proboszcz Parafii Ewangelicko-Augsburskiej w Koninie ks. Waldemar Wunsz. Wśród zaproszonych gości obecni byli burmistrz Gminy i Miasta Witkowo pan Krzysztof Szkudlarek, proboszcz Parafii Rzymsko-Katolickiej ks. Krzysztof Domagalski, mieszkańcy okolicznych wsi, młodzież szkolna oraz działacze Witkowskiego Klubu Kolekcjonerów.